# Saint-André-de-Roquelongue
Saint-André-de-Roquelongue è un comune francese di 1 114 abitanti situato nel dipartimento dell'Aude nella regione dell'Occitania.

## Società

### Evoluzione demografica
Abitanti censiti